# Бакаївське урочище
Бакаї́вське урочище — заповідне урочище в Україні. Розташоване в Золотоніському районі Черкаської області, біля села Бакаївка, неподалік від північної околиці м. Золотоноша, безпосередньо межує з Красногірським монастирем. 
Площа 367 га. Створене рішенням Черкаської обласної ради від 19.03.1976 року, № 177. Керуючі організації — Красногірський монастир, Бакаївська допоміжна школа.

## Характеристика
Заповідне урочище розташоване в заплаві р. Золотоношки, має красивий ландшафт. Являє собою природний комплекс із лісових (заплавні), лучних (справжні, болотисті), болотистих (евтрофні, трав'янисті, чагарникові), прибережно-водних, водних екосистем. У вільхових насадженнях віком 50—60 р. різноманітна болотна рослинність, місце розмноження водоплавних птахів, існує колонія сірої чаплі. Зростають рідкісні види рослин, зокрема на схилах — шафран сітчастий, занесений до Червоної книги України. 
Урочище також є відомим історичним місцем.

## Галерея

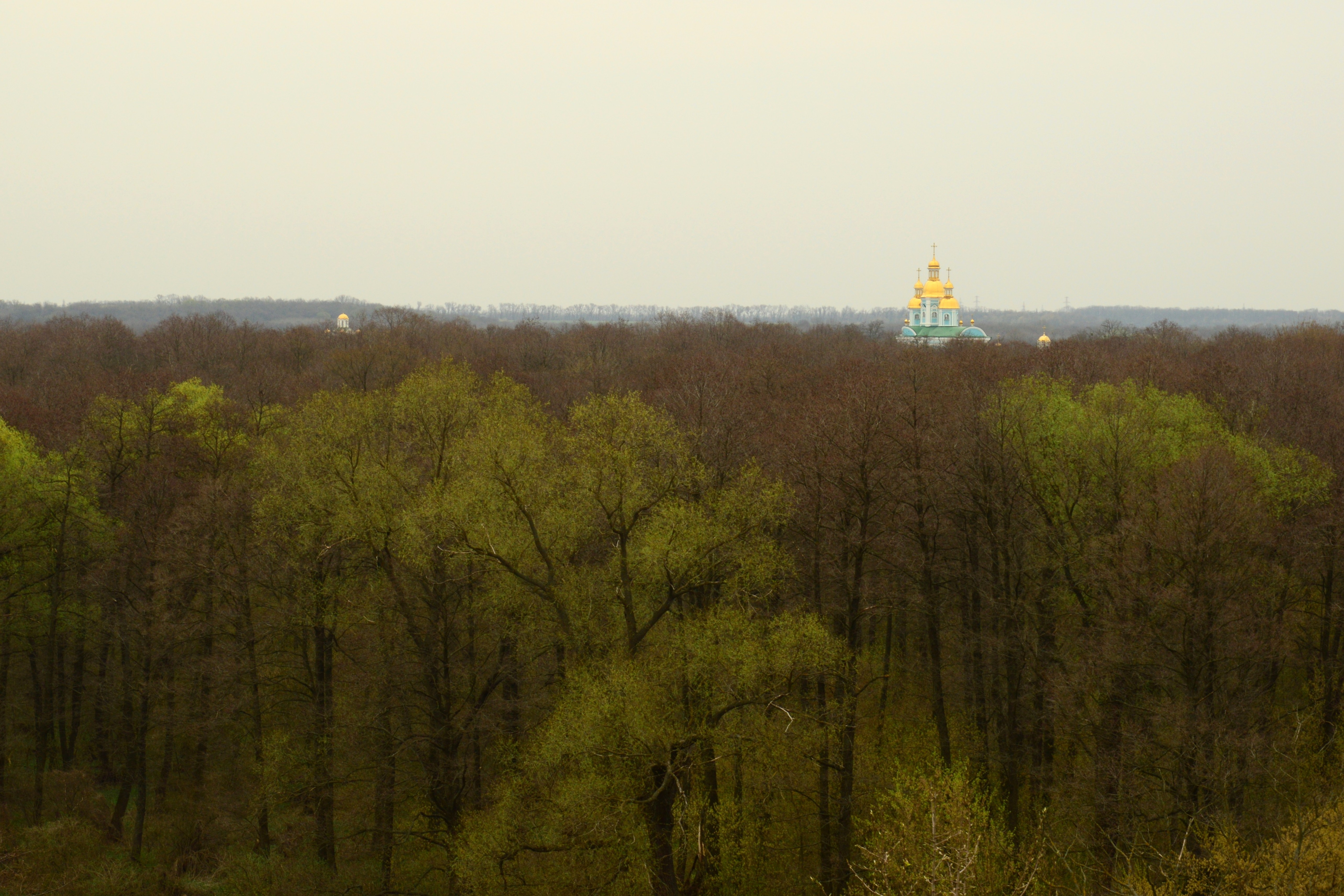
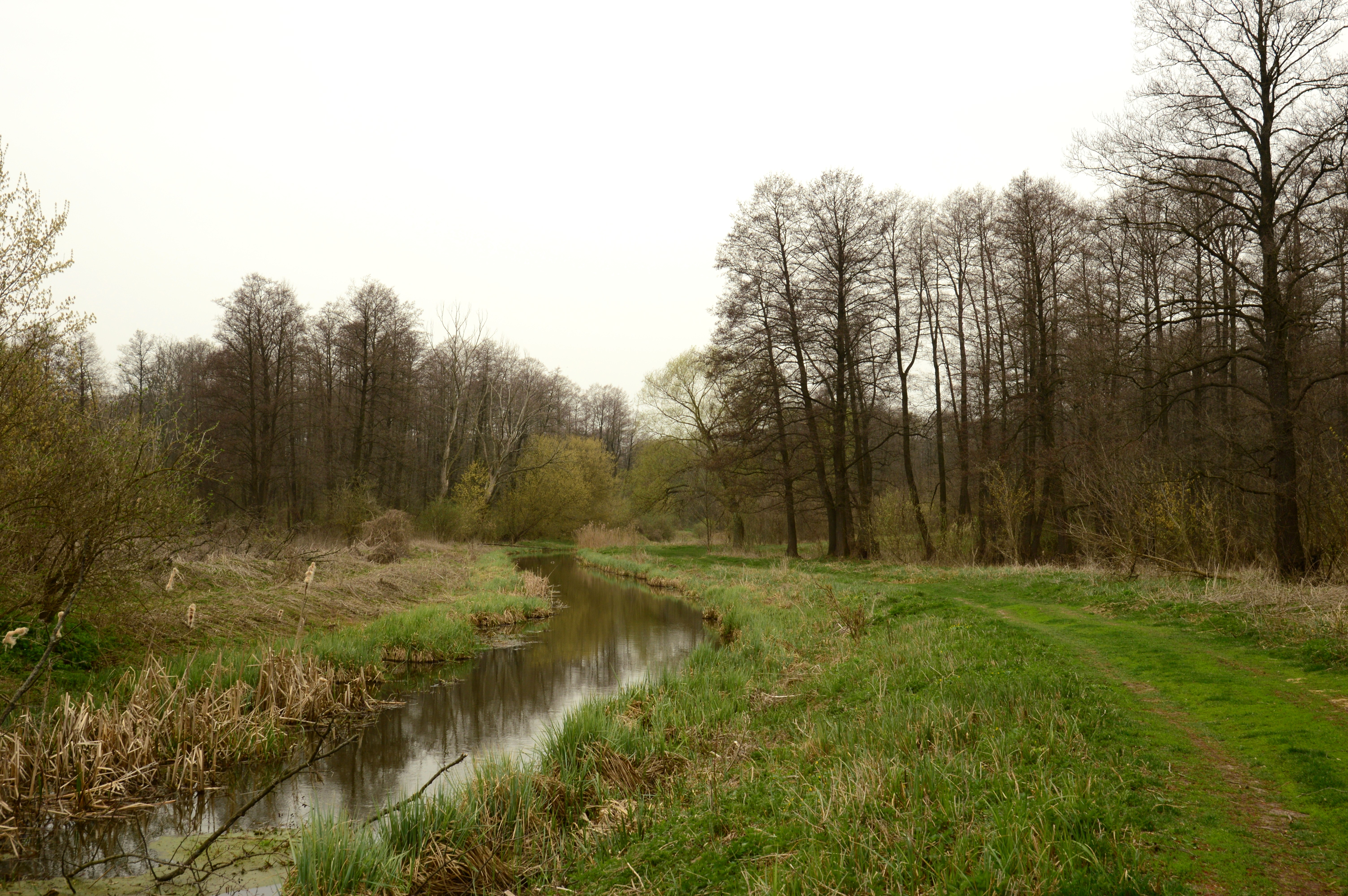
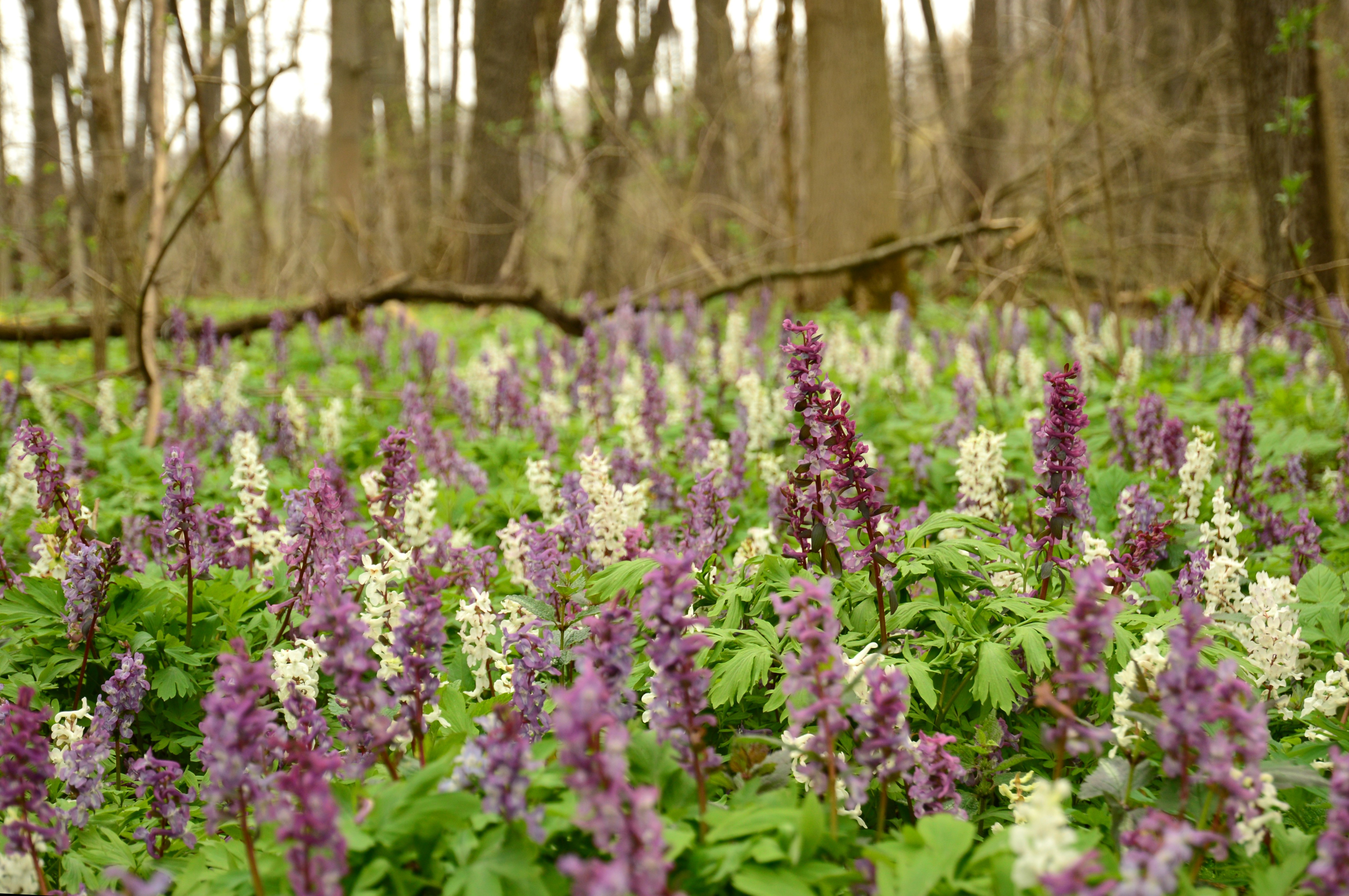
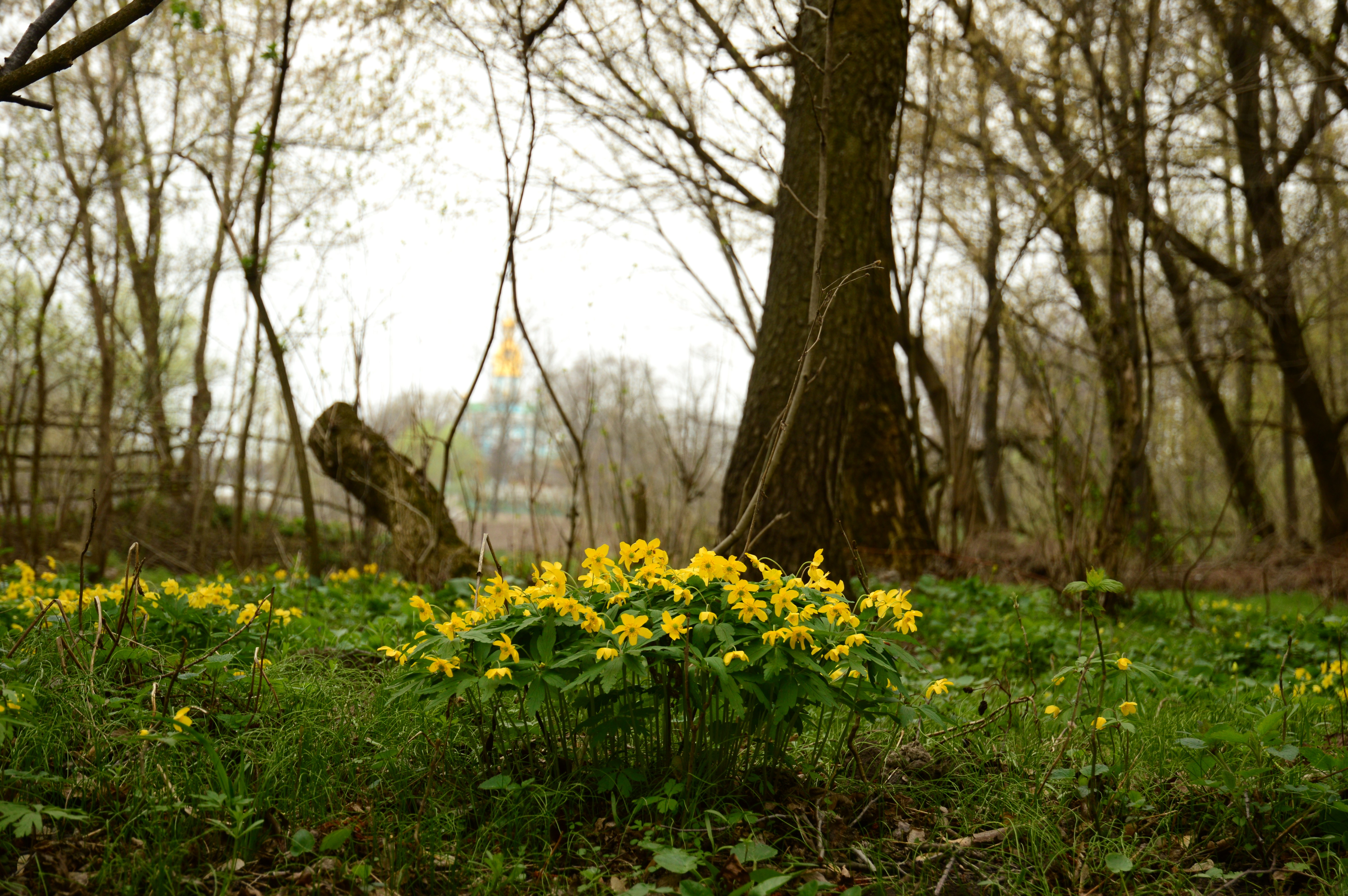
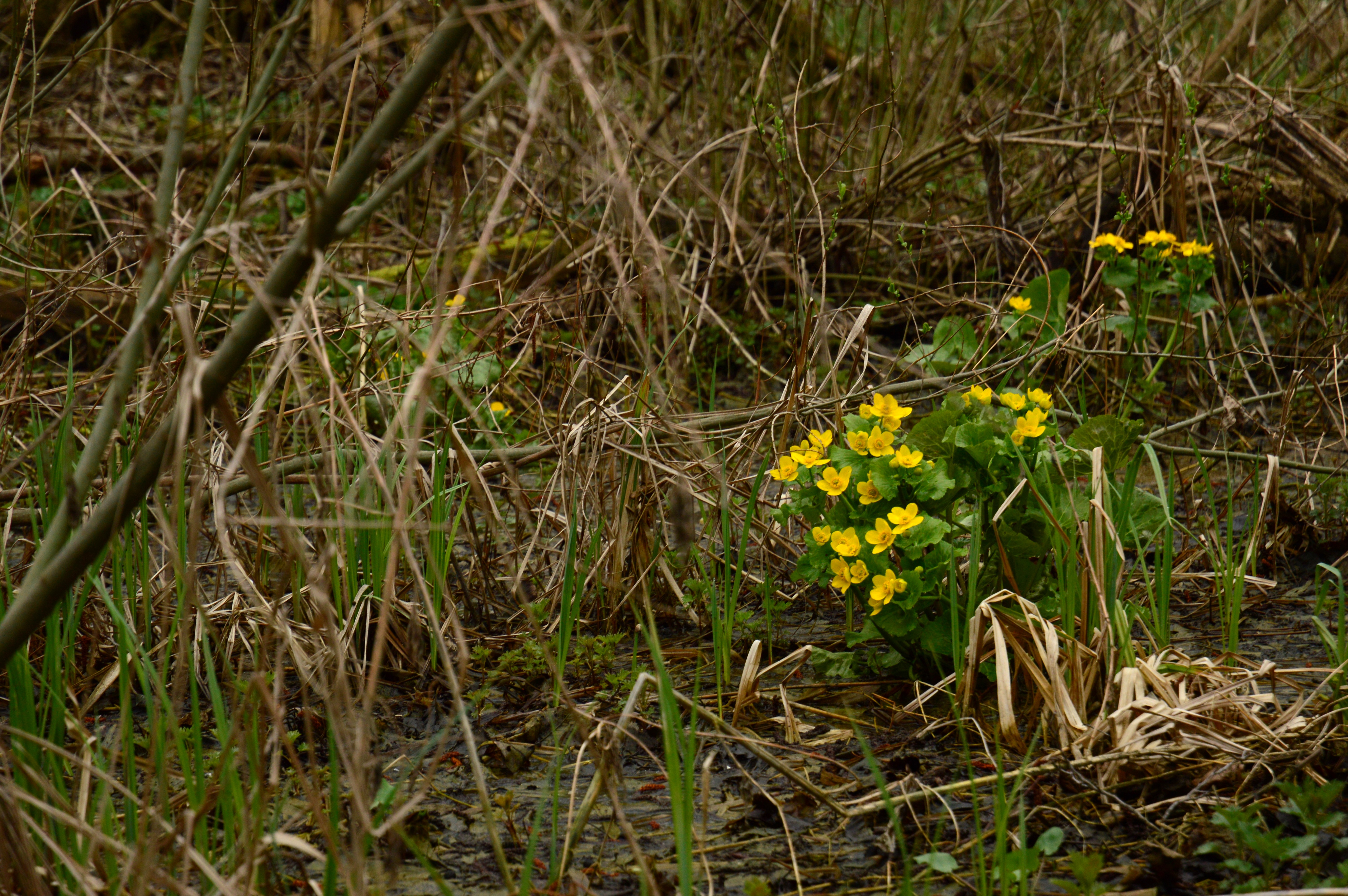
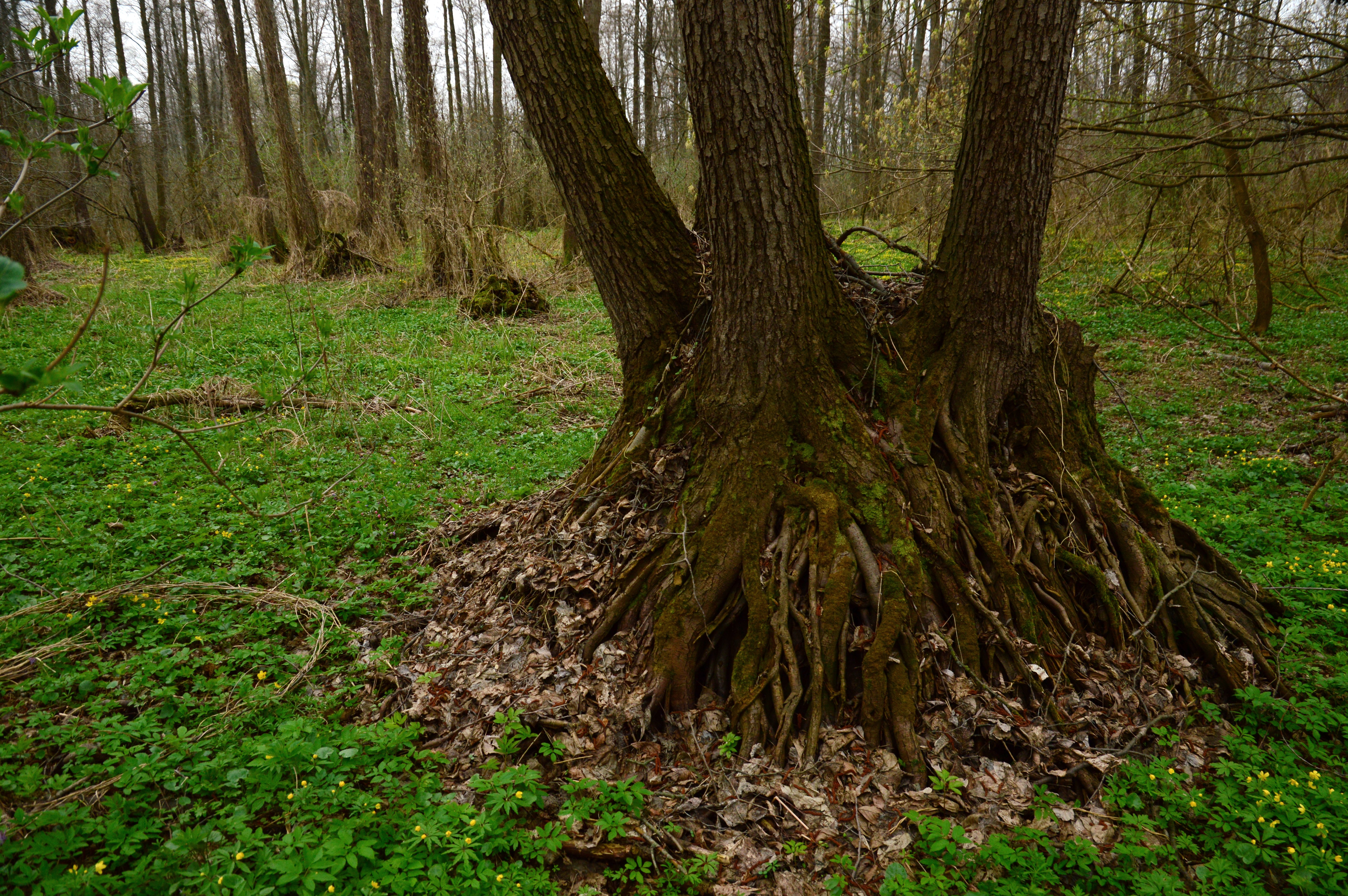
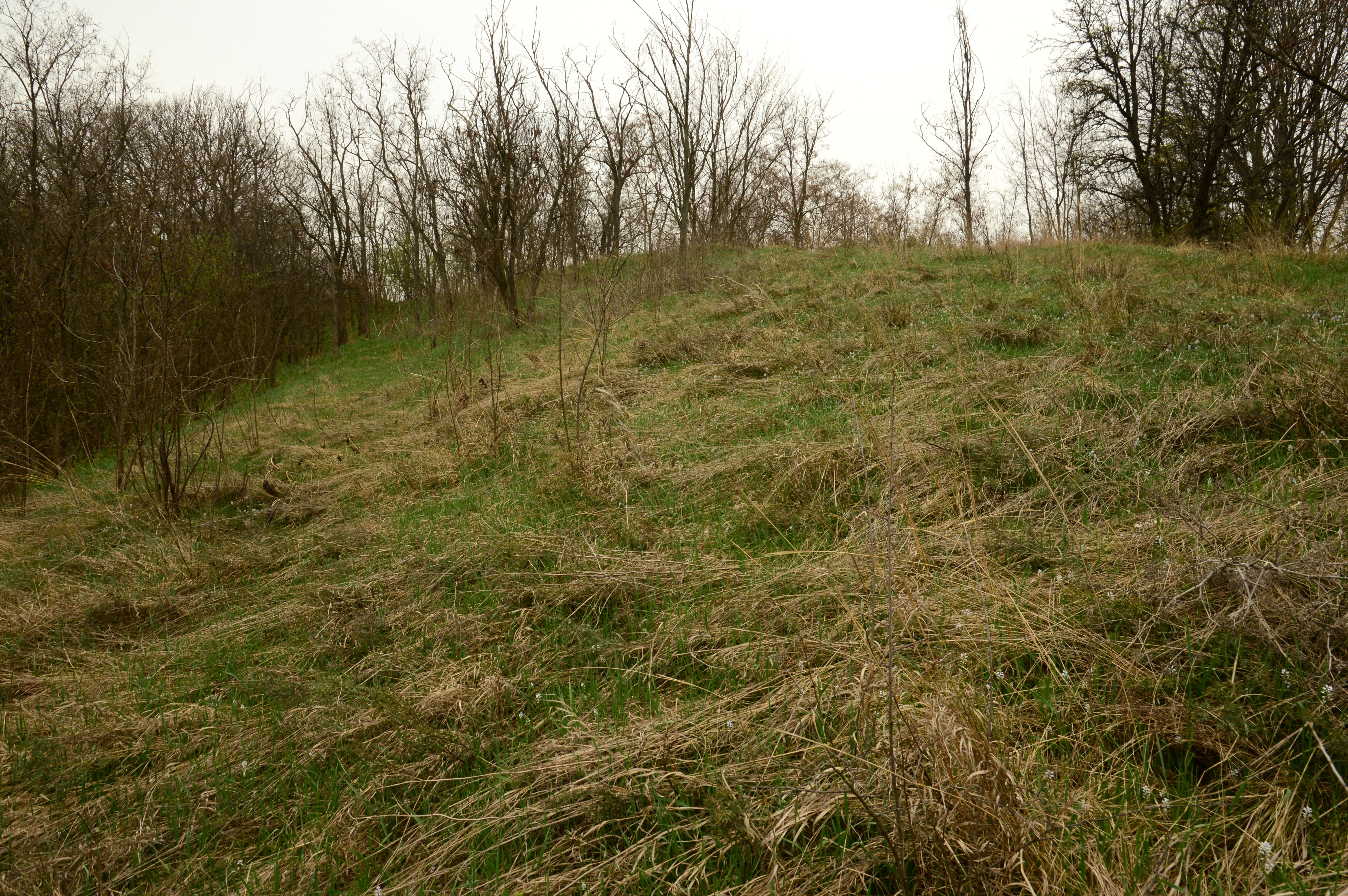
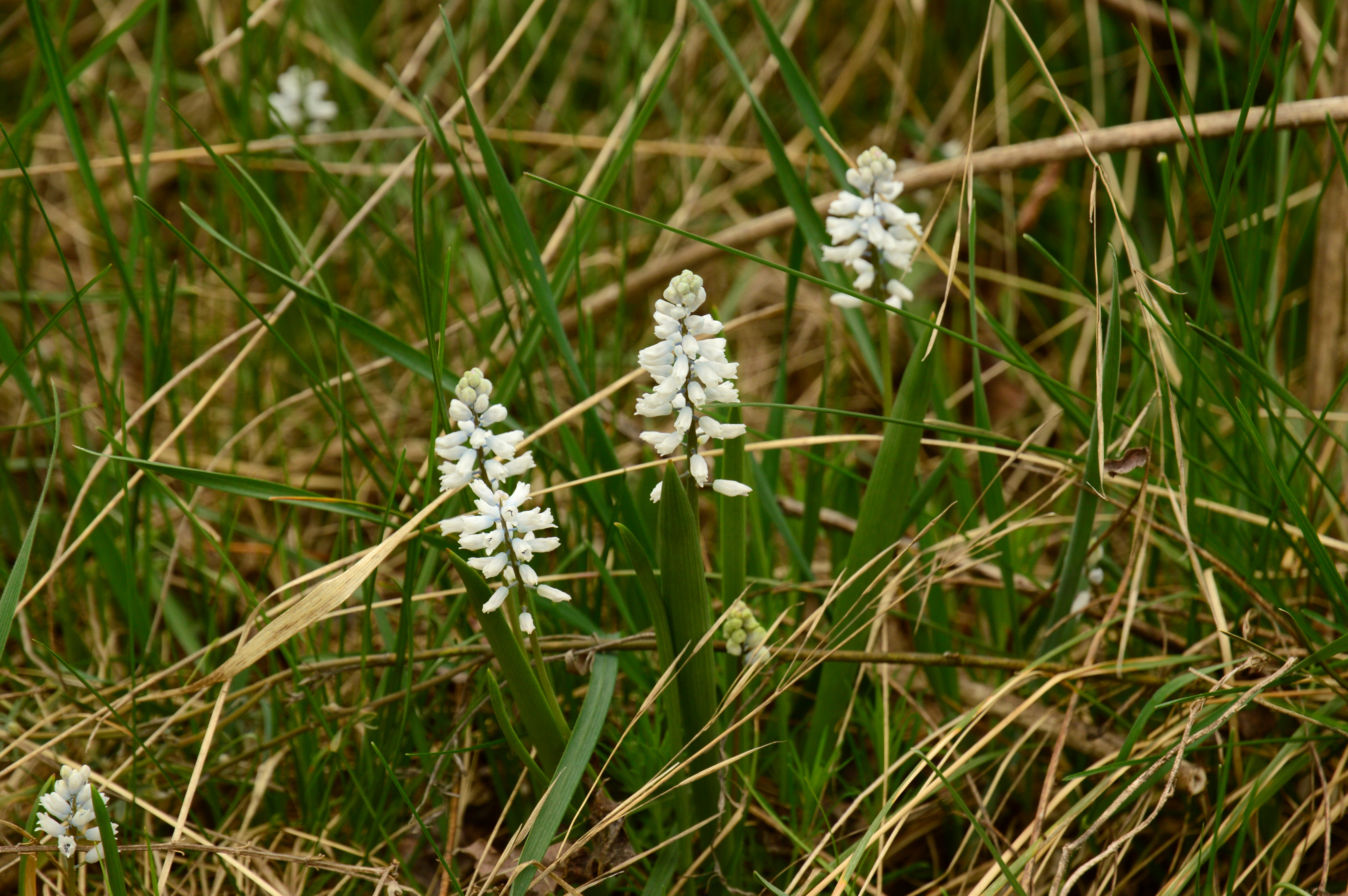
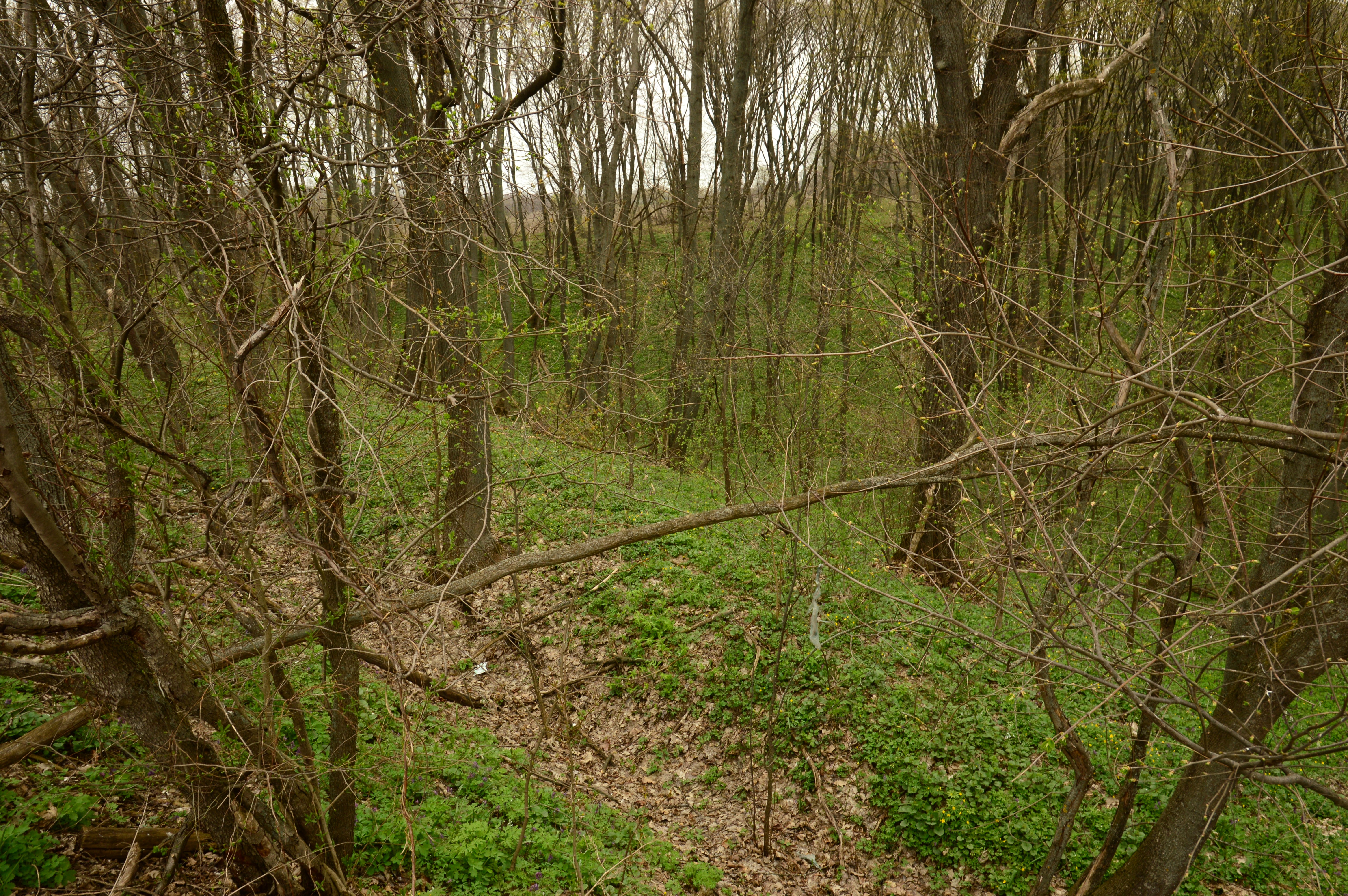
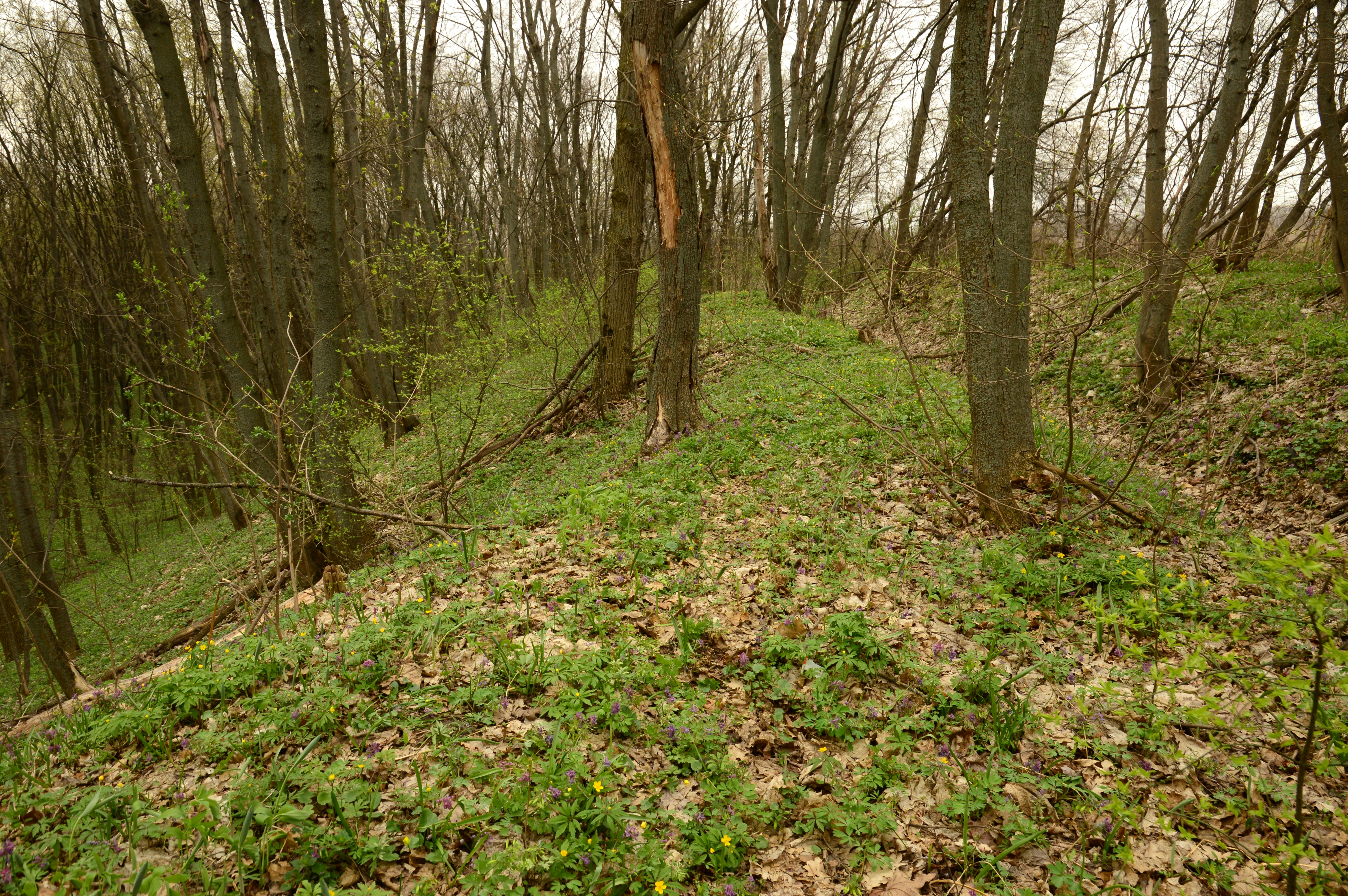
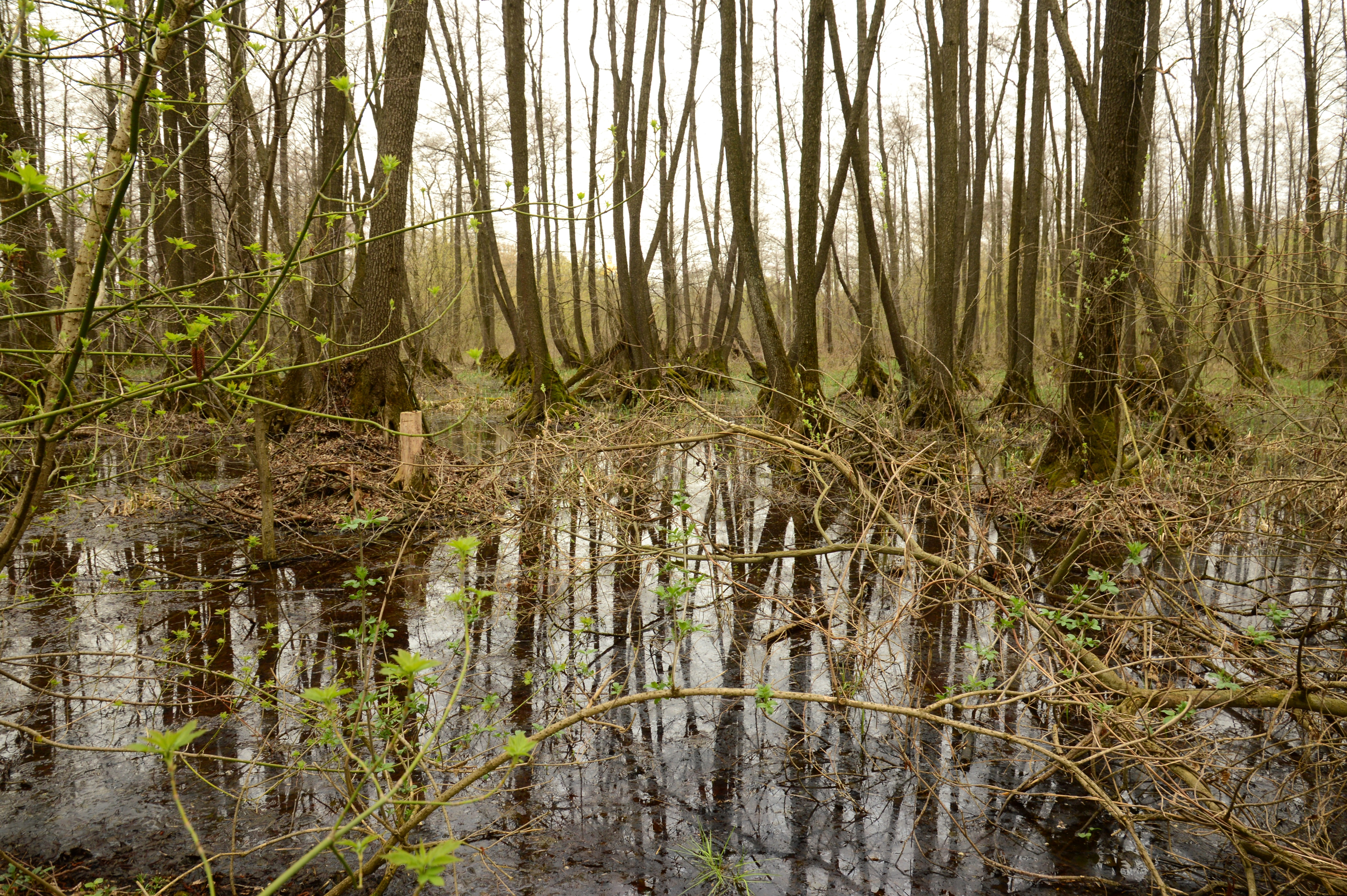
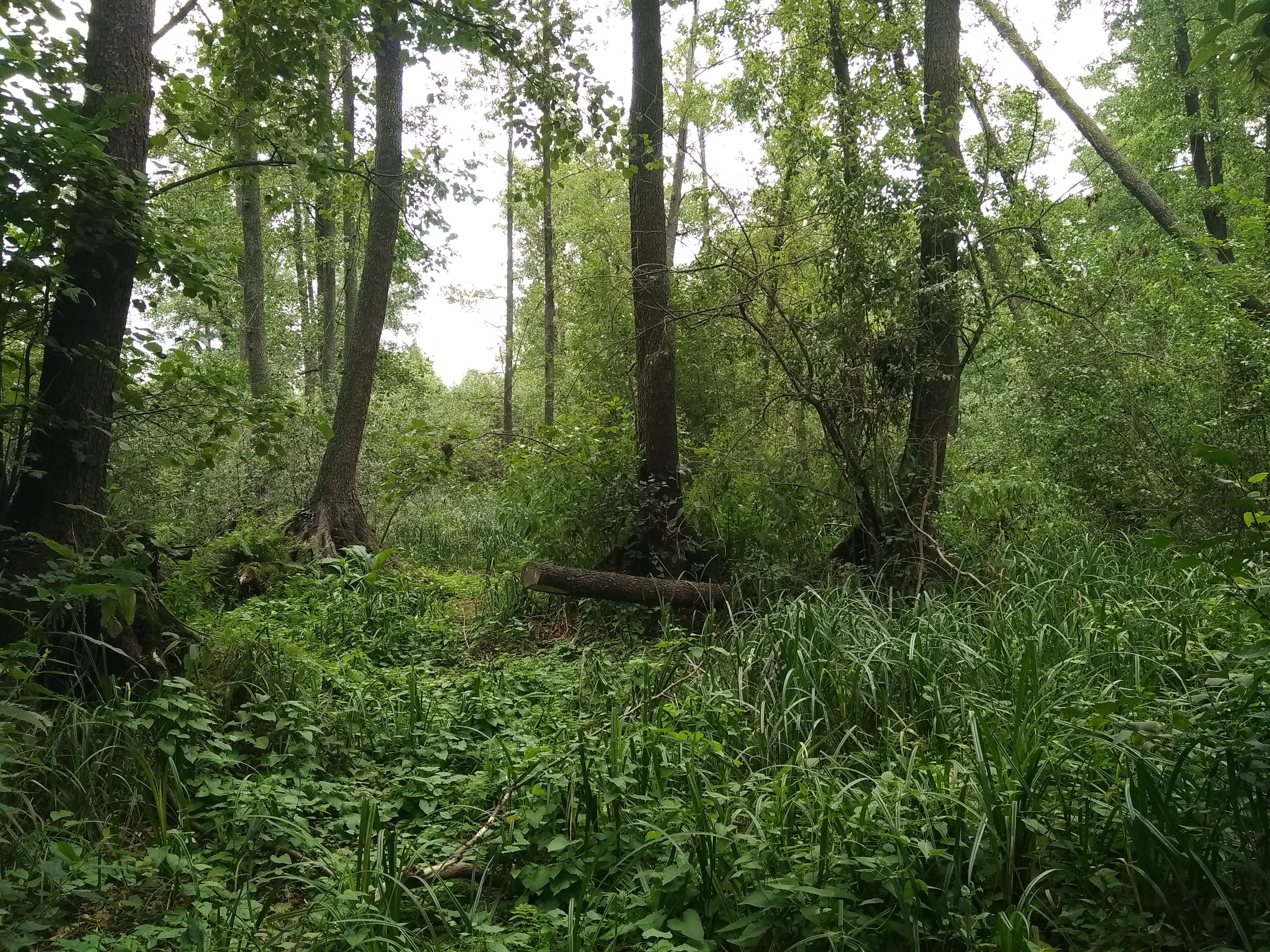
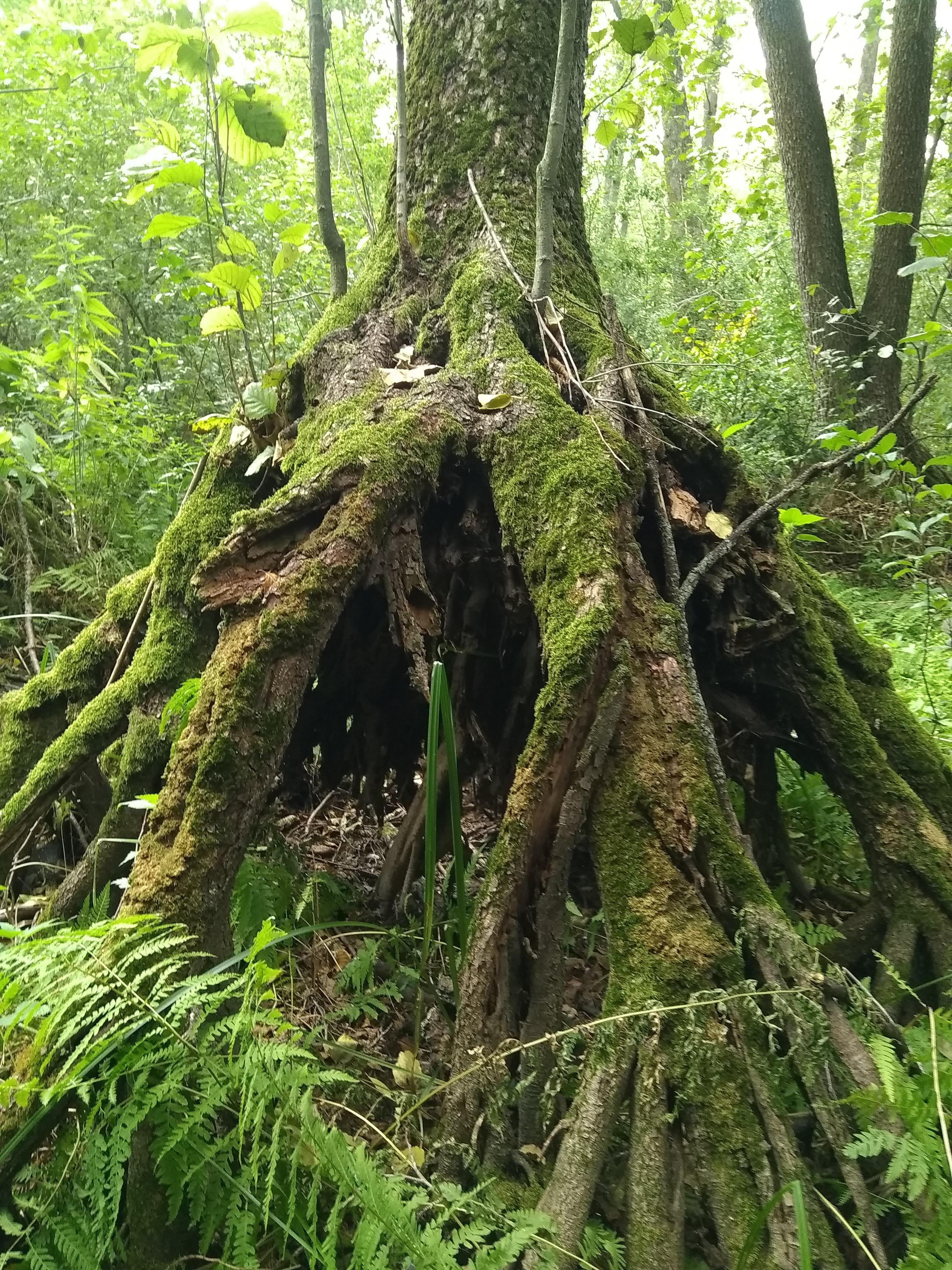
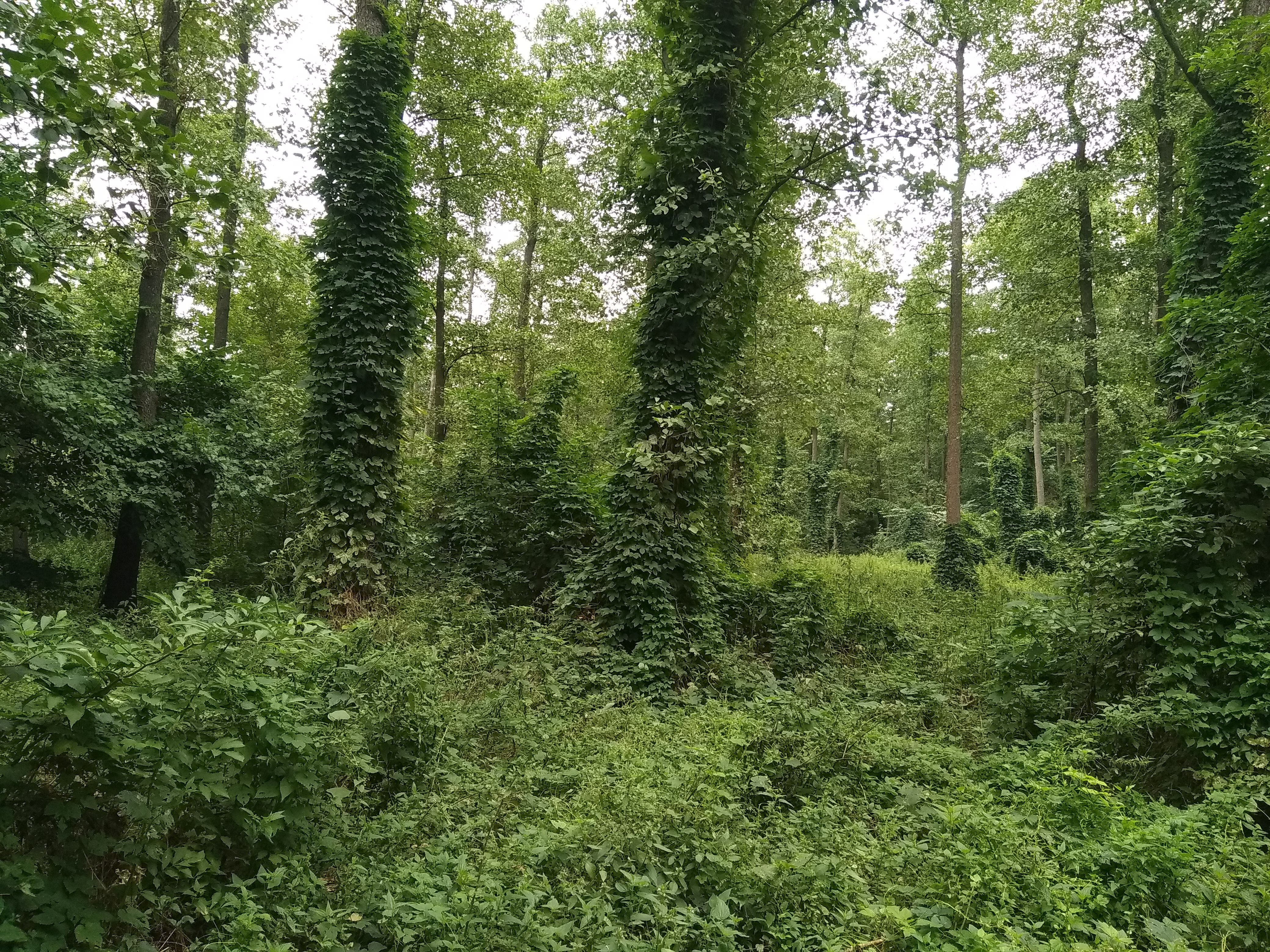
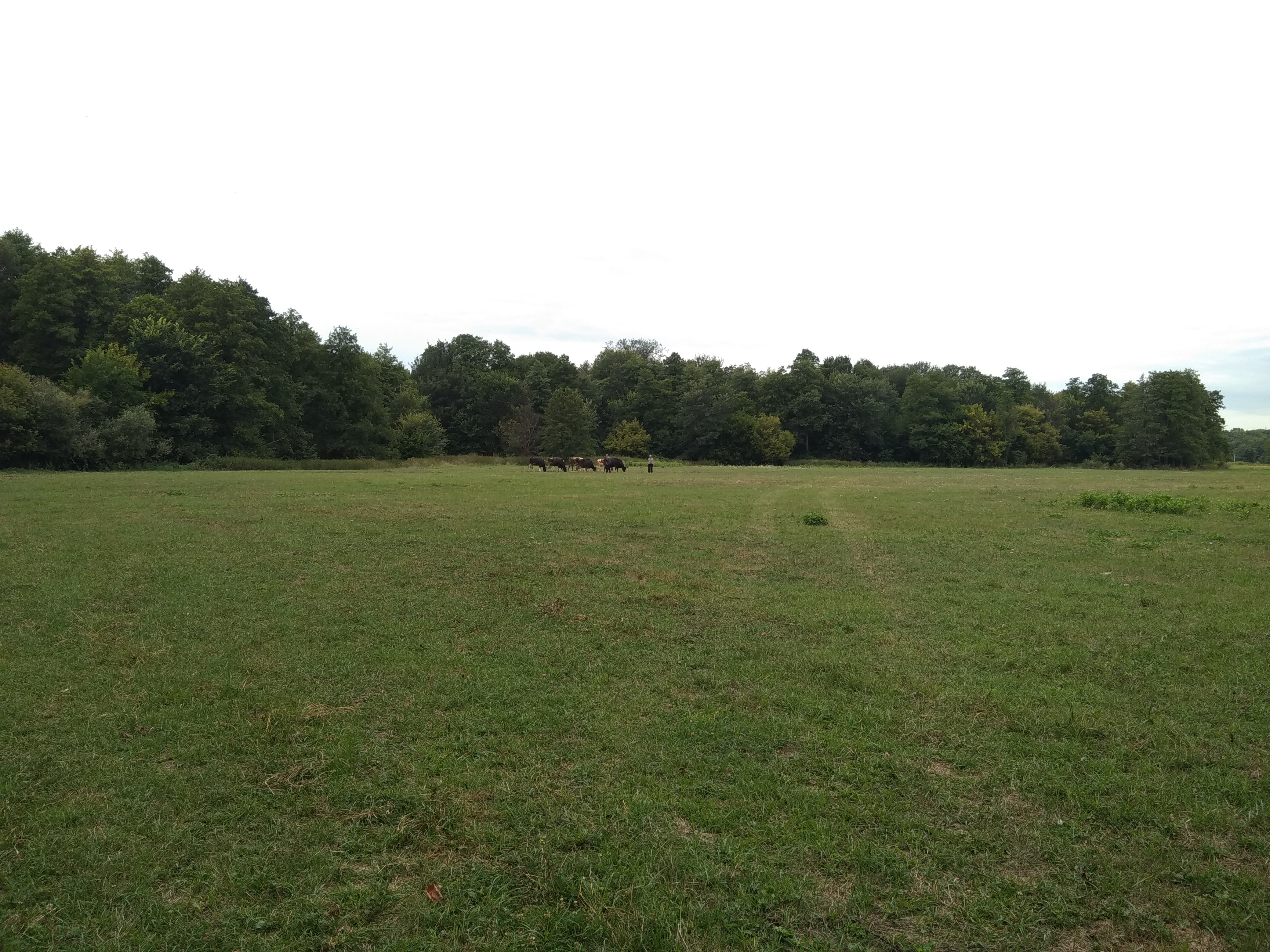
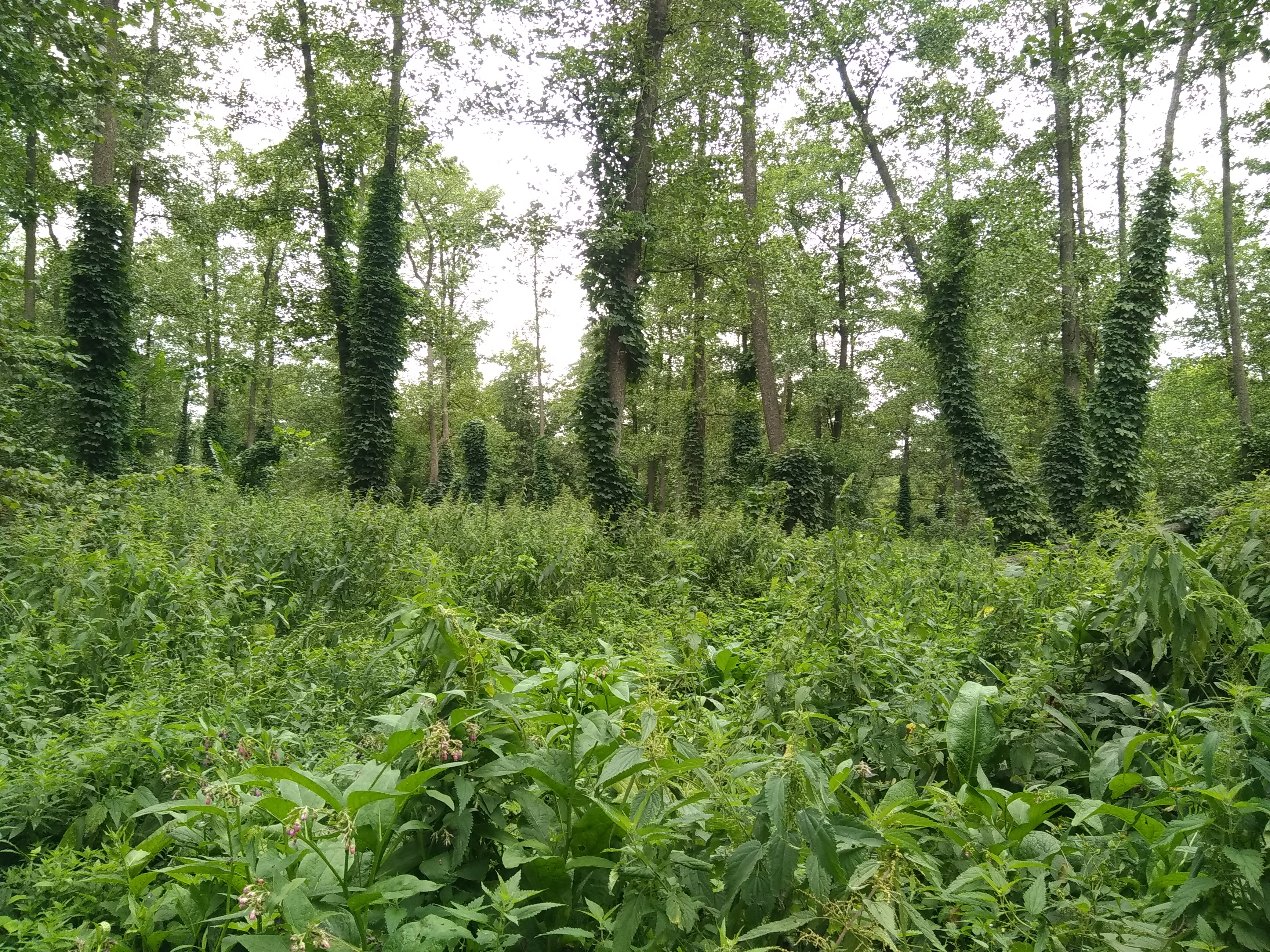
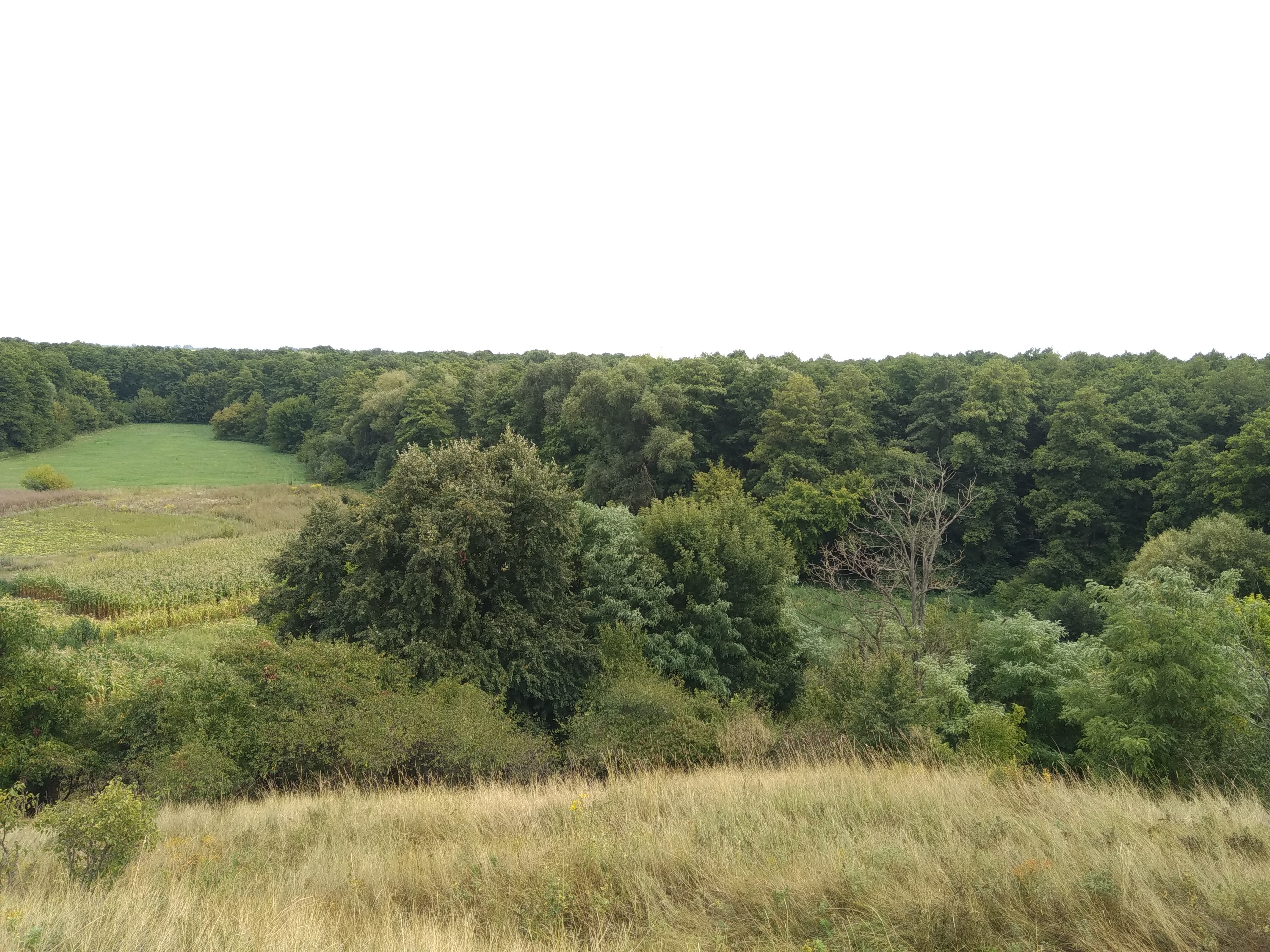